# المعتقلون البحرينيون في غوانتانامو
اعتقلت وزارة دفاع الولايات المتحدة ستة بحرينيين في غوانتانامو، بينما عدد المعتقلين الكلي هو 779 معتقل إداريًا خارج نطاق القضاء في معتقل غوانتانامو الأمريكي في كوبا منذ فتح معسكرات الاعتقال في 11 يناير 2002، وانخفص العدد إلى 160 تقريبًا في ديسمبر 2013.

## المعتقلون البحرينيون في غوانتانامو
| رقم الاعتقال | الاسم                             | تاريخ الاعتقال | تاريخ إطلاق السراح | ملاحظات |
| ------------ | --------------------------------- | -------------- | ------------------ | --- |
| 52           | عيسى المرباطي                     |                | أغسطس 2007         | اتهم بأنه أحد أعضاء جماعة أبو سياف. |
| 60           | عادل الوادي                       |                | 4 نوفمبر 2005      | سافر إلى أفغانستان وقاتل في الخطوط الأمامية، وأطلق سراحه وتم نقله إلى البحرين. |
| 159          | عبد الله النعيمي                  |                | نوفمبر 2005        | سافر إلى أفغانستان للقتال. أُطلق سراحه وعاد إلى البحرين، واعتقل في السعودية في أواخر أكتوبر 2008.                                                                                           |
| 227          | صلاح البلوشي                      |                | 23 أغسطس 2007      | تم الإفراج عنه في يوم الخميس 23 أغسطس 2007، وذكرت جريدة غلف ديلي نيوز أن النائب البرلماني محمد خالد إبراهيم دعا حكومة البحرين لتقديم تعويضات مالية للمفرج عنهم.                            |
| 246          | سلمان بن إبراهيم بن محمد آل خليفة |                | 5 نوفمبر 2005      | اتهم بالسفر إلى أفغانستان. |
| 261          | جمعة الدوسري                      |                | 16 يوليو 2007      | زعم أنه خطب خطابا ملتهبا في بافالو حضره أعضاء لاكاوانا الستة. يقال أنه تعرض للتعذيب وأقدم على أكثر من عشر محاولات للانتحار. أعيد إلى السجون السعودية مع خمس عشرة رجل آخر في 16 يوليو 2007. |